# Turisind
Turisind (auch Turisindus, Thurisin, Thurisind, Thoriswinth; † um 560) war von etwa 548 bis 560 ein König der Gepiden. Er hatte gespannte Beziehungen zum Nachbarstamm der Langobarden und verlor gegen dessen König Audoin 552 die Schlacht auf dem Asfeld. Danach konnten die Gepiden keine entscheidende Rolle mehr im Raum von Pannonien spielen, doch hielt ein zwischen den beiden Völkern vereinbarter Friedensvertrag bis zu Turisinds Tod.

## Leben
Nach dem Tod König Elemunds († um 548) verdrängte Turisind dessen Sohn Ostrogotha von der Macht und bestieg selbst den Thron. Ostrogotha musste ins Exil gehen. Die Gepiden hatten ihre Herrschaft auf dem Balkan nach der Vertreibung der Ostgoten immer weiter ausgedehnt, was dem oströmischen (byzantinischen) Kaiser Justinian I. missfiel. Bis 554 tobten Kriege zwischen den Ostgoten und byzantinischen Truppen in Italien, und Justinian wollte im Bedarfsfall Truppen auf dem Landweg über den Balkan auf die Apenninhalbinsel entsenden können. Diese Möglichkeit sah der Kaiser durch die gepidische Expansion bedroht. Daher schloss er um 547 mit dem Langobardenkönig Audoin einen Vertrag, in dem er ihm weitere Gebiete und römische Festungen in Noricum und im Süden Pannoniens abtrat. Durch diese Verlegung ihres Siedlungsraums wurden die Langobarden unmittelbare Nachbarn der Gepiden. Justinian erwartete von Audoin militärische Gegenleistungen und hoffte dadurch, die Gepiden besser in Schach halten zu können.
In der Folge herrschten zwischen den Langobarden und Gepiden gespannte Beziehungen. Zusätzliche Brisanz erhielt diese Kontroverse durch die Tatsache, dass der von Turisind verdrängte Ostrogotha an den Hof Audoins zog, der dem Flüchtling als möglichem Anwärter auf den gepidischen Thron Unterschlupf gewährte. Umgekehrt hielt sich Hildigis, der Thronansprüche gegen Audoin erheben konnte, am Hof Turisinds auf. Als um 549 ein erster Krieg zwischen den beiden verfeindeten Völkern drohte, schickte Turisind trotz seiner gespannten Beziehungen zu den Byzantinern eine Gesandtschaft zu Justinian nach Konstantinopel, um von diesem Militärhilfe gegen die Langobarden zu erbitten oder wenigstens die militärische Neutralität des Kaisers zu erreichen. Allerdings blieb Justinian seinem Bündnis mit Audoin treu und sandte diesem Hilfstruppen. Bevor diese aber am Kriegsschauplatz ankamen, hatte der Langobardenkönig einen von Turisind vorgeschlagenen Waffenstillstand akzeptiert. Dafür forderte Audoin die Auslieferung des Hildigis. Turisind löste die heikle Situation, indem er Hildigis von seinem Hof verbannte und riet, nach einer anderen Zufluchtsstätte Ausschau zu halten.
Bald danach zogen Heere der Gepiden und Langobarden wieder gegeneinander. Als Turisind seine Armee bereits ganz in die Nähe der gegnerischen Streitkräfte geführt hatte, sollen beide Heere laut der Darstellung des antiken Historikers Prokopios von Caesarea auf Grund von Vorzeichen in Panik geraten und geflohen sein. Deshalb habe kein Kampf stattgefunden. Vermutlich löste ein Naturereignis – etwa die Mondfinsternis vom 25./26. Juni 549 – bei beiden Armeen Schrecken aus. Turisind und Audoin schlossen danach einen weiteren, diesmal für zwei Jahre vereinbarten Waffenstillstand.
Turisind sah sich einem feindlichen Byzantinischen Reich und der Gefahr möglicher neuer Angriffe von Seiten der Langobarden nach dem Ablauf des Waffenstillstands gegenüber. So schloss er eine Allianz mit dem Nomadenstamm der Kutriguren. Als diese vor Ende der Waffenruhe bei den Gepiden ankamen, wurden sie von Turisind in das byzantinisch kontrollierte Illyrien weitergeschickt. So wollte der Gepidenkönig Druck auf Justinian ausüben. Daraufhin mobilisierte der Kaiser die Utiguren gegen die ungebetenen Eindringlinge. Die Utiguren veranlassten die Krimgoten zur Attacke auf die Wohnsitze der Kutriguren, die daher vom Balkan abziehen mussten, damit sie ihr am Westufer des Schwarzen Meeres gelegenes Heimatland verteidigen konnten. Nun gelangten aber slawische Plünderer mit Hilfe Turisinds über die Donau. Da die von Turisind veranlassten Raubzüge auf dem Balkan Justinians Gotenkrieg behinderten, erneuerte der Kaiser den früheren Vertrag mit den Gepiden. Auf deren Verlangen stimmte Justinian auch zu, dass  zwölf seiner Senatoren den Pakt beschworen.
Wenig später endete der zwischen den Gepiden und Langobarden vereinbarte Waffenstillstand, und diesmal kam es zum Krieg zwischen ihnen. Als Turisind unter Verweis auf das eben geschlossene Bündnis Justinians Hilfe anrief, wies dieser das Ansinnen mit der Begründung zurück, dass die Gepiden erneut slawische Raubscharen über die Donau gebracht hätten. Hierdurch wäre von ihnen der Vertrag verletzt worden. Justinian hatte sich nämlich mit Audoin verständigt und ihm Militärhilfe versprochen. Von den vom Kaiser auf den Kriegsschauplatz entsandten byzantinischen Truppen kam aber nur das von Audoins Schwager Amalafrid kommandierte Kontingent rechtzeitig an. Dennoch errangen die Langobarden in der wohl 552 ausgetragenen Schlacht auf dem Asfeld, die laut Jordanes sehr verlustreich verlief, den Sieg über die Gepiden. Der Ort dieser Schlacht lag wahrscheinlich in der alten römischen Provinz Pannonia secunda auf gepidischem Boden. Nach Paulus Diaconus hatte Audoins Sohn Alboin die Schlacht dadurch entschieden, dass er Turisinds Sohn Turismod im Zweikampf tötete. Trotz des Siegs war Audoin zum Frieden geneigt; vermutlich hatte auch seine Armee große Verluste erlitten. Justinian war an der Aufrechterhaltung eines Gleichgewichts in der Region gelegen und vermittelte zwischen Audoin und Turisind einen Frieden, der während der Lebzeiten der beiden Könige eingehalten wurde. Der Gepidenkönig schloss auch mit dem Kaiser einen Freundschaftsvertrag.
Während der Friedensgespräche zwischen den Gepiden und Langobarden hatte Turisind die Auslieferung Ostrogothas verlangt. Da der Anwärter auf den langobardischen Thron, Hildigis, wieder zum Hof Turisinds zurückgekehrt war, forderte Audoin umgekehrt dessen Auslieferung. Turisind wollte einen Bruch des Gastrechts, aber auch einen Wiederausbruch des Kriegs vermeiden und ließ daher Hildigis heimlich aus dem Weg räumen. Unterdessen verweigerte Audoin seinem Sohn Alboin trotz dessen kriegsentscheidendem Einsatz das Recht, sein Tischgenosse zu werden. Er verwies auf den althergebrachten langobardischen Brauch, nach dem ein Königssohn erst dann an der Tafel seines Vaters sitzen dürfe, wenn er Waffen von einem fremden König erhalten habe. Sofort zog Alboin mit 40 Kampfgefährten an den Hof Turisinds, der ihn trotz der schmerzlichen Erinnerung an seinen gefallenen Sohn gastfreundlich empfing und zu seiner Rechten Platz nehmen ließ, wo sein Sohn Turismod stets gesessen war. Beim anschließenden Gastmahl verspottete Turisinds zweiter Sohn Kunimund die Langobarden als Stuten, weil diese an ihren Waden weiße Binden trugen, die den weißen Fesseln von Stuten ähnelten. Um den Ausbruch eines Kampfes zu verhindern, griff Turisind vermittelnd zwischen den Streitparteien ein. Nach dem Ende des Gelages händigte er außerdem Alboin die Waffen Turismods aus und ließ ihn friedlich heimwärts ziehen. Wahrscheinlich geht diese von Paulus Diaconus erzählte Episode auf eine Alboin gewidmete Heldensage zurück.
Bei Turisinds Lebzeiten hatte der Friede zwischen den Langobarden und Gepiden Bestand. Er starb um 560, Nachfolger wurde sein Sohn Kunimund.